# Де л’Эпе, Шарль-Мишель
Шарль-Мишель де л’Эпе (фр. Charles-Michel de L'Épée, также известен как аббат де л’Эпе, урожд. Шарль-Мишель Леспэ, фр. Charles-Michel Lespée; 25 ноября 1712 года, Версаль, Франция — 23 декабря 1789 года, Париж, Франция) — один из основоположников сурдопедагогики.

## Деятельность
В 1760 году де л’Эпе наблюдал пару глухих близнецов, общавшуюся с помощью жестов, и тем самым установил существование жестового языка. Он решил заняться обучением глухих, и с помощью своих учеников, смог изучить жестовый язык. Демонстрация этого умения при дворе позволила аббату открыть в Париже первую во Франции школу глухих, существующую и сегодня. Собрав вместе глухих детей из разных регионов, де л’Эпе способствовал развитию французского жестового языка, однако свою цель де л’Эпе видел в обучении глухих детей звуковому французскому на основе существовавшего жестового языка. Попытки аббата де л’Эпе не учитывали особенности структуры жестового языка. Тем не менее, благодаря готовности аббата делиться своей методикой и благодаря достигнутым им успехам, его методика распространилась по миру: именно по этой причине и русский жестовый язык, и американский амслен относятся к семье французской жестовой речи. Изобретенная де л’Эпе азбука для глухих и способ их образования были введены в России Императрицей Екатериной II.
Де л’Эпе скончался в 1789 году и похоронен в церкви святого Роха в Париже. Через два года после его смерти национальное собрание признало его «благодетелем человечества» (фр. bienfaiteur de l'humanité) и постановило, что на глухих распространяются Права и свободы человека и гражданина.

## Труды
- Les Quatre Lettres sur l'éducation des sourds, Paris, Butard, 1774
- Institution des sourds et muets par la voie des signes méthodiques Paris : Nyon l’Aîné, 1776.
- La véritable manière d’instruire les sourds et muets, confirmée par une longue expérience Paris : Nyon l’aîné, 1784.
- L’Art d’enseigner à parler aux sourds et muets de naissance, Paris, J.-B. Baillière et fils, 1820.
- Dictionnaire des sourds-muets, Paris, 1896

## В культуре
Де л’Эпе становился персонажем:

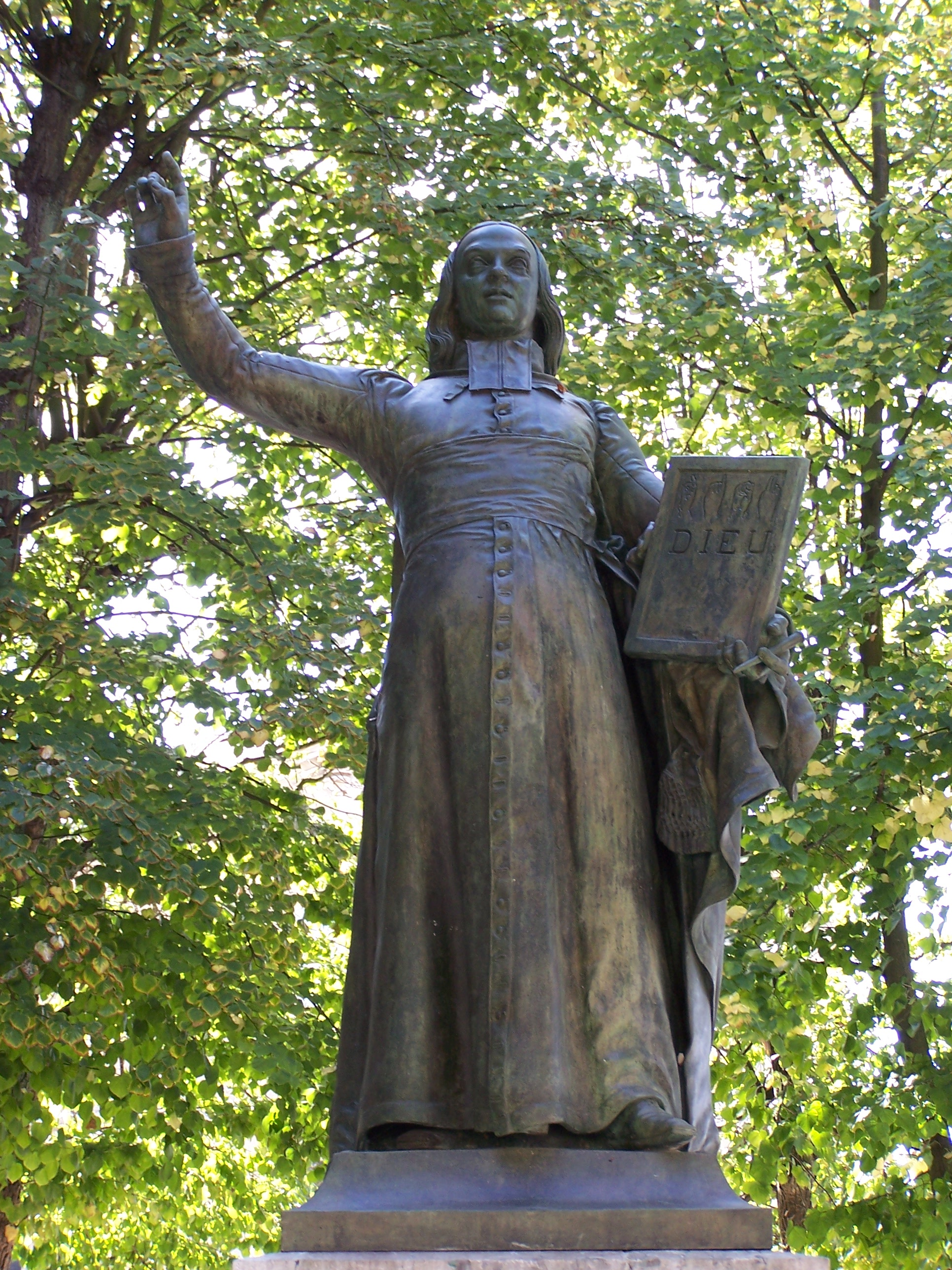
Памятник Де л’Эпе в соборе Сен-Луи в Версале

- пятиактной комедии Жана-Николя Буйи (премьера — 14 декабря 1799 года);
- фильмов Насмешка (Ridicule, 1996; в роли аббата де л’Эпе — Жак Мату) и Детский секрет (L’enfant du secret, 2006; в роли аббата де л’Эпе — Мишель Омон)